# Semnopithecus
Semnopithecus (česky hulman, toto jméno je však používáno pro větší množství rodů) je rod opic z čeledi kočkodanovití (Cercopithecidae) a podčeledi hulmani (Colobinae). V české literatuře se jeho zástupci někdy označují jako pozemní hulmani. Jde o nějvětší hulmany, kdy hmotnost samců může přesahovat i 18 kg.

## Systematika a evoluce
Za popisnou autoritu rodu Semnopithecus je považován francouzský zoolog Anselme Gaëtan Desmarest (1822), historicky byl rod Semnopithecus klasifikován i v rámci rodu Presbytis. Zahrnuje hulmany žijící na Indickém subkontinentu, přičemž tradičně byl rozpoznáván pouze jeden jejich druh: hulman posvátný (S. entellus). Na začátku 21. století začal být zastáván koncept většího počtu druhů, které se etablovaly z některých původních poddruhů hulmana posvátného. Počty uznávaných samostatných druhů byly v pojetí různých autorů proměnlivé, pohybovaly se od dvou do sedmi.
Třetí vydání sborníku Mammal Species of the World z roku 2005 respektovalo systém založený na sedmi druzích. Fleagle (2013) klasifikuje následujících šest druhů hulmanů rodu Semnopithecus:
- Semnopithecus ajax (Pocock, 1928);
- Semnopithecus entellus (Dufresne, 1797);
- Semnopithecus hector (Pocock, 1928);
- Semnopithecus hypoleucos Blyth, 1841;
- Semnopithecus priam Blyth, 1844;
- Semnopithecus schistaceus Hodgson, 1840.

Fakticky přebírá koncept původních sedmi druhů vyjma druhu S. dussumieri, jenž je pokládán za mladší synonymum druhu hypoleucos.
Systém založený na více druzích podpořila i molekulárně-fylogenetická data, protože S. entellus v širším smyslu nemusí být monofyletický taxon. Zjistilo se totiž, že se v rámci S. entellus v širším smyslu mohou odvozovat další dva druhy, původně klasifikované zejména v rodu Trachypithecus, které jsou si sice podobné, ale nemusejí si být navzájem ani sesterské:
- hulman rudolící (S. vetulus) (Erxleben, 1777);
- hulman nilgirský (S. johnii) (J. B. Fischer, 1829).

Rod Semnopithecus může, ale nemusí být vůči rodu Trachypithecus sesterský. Podle některých hypotéz mohla historická hybridizace mezi zástupci rodu Semnopithecus a Trachypithecus dát vzniknout druhům hulman chocholatý (T. pileatus) a hulman zlatý (T. geei), jiné studie však tyto závěry nepodporují. Výskyt obou rodů se každopádně protíná v himálajském podhůří, přičemž jejich současné rozšíření je zřejmě výsledek postglaciální expanze. Během pliocenního zalednění mohl rod Semnopithecus přežívat ve vlhčích lesních oblastech na jihu Indie, nicméně vzhledem k jeho pozemním návykům nelze vyloučit ani přizpůsobení se sušším otevřeným oblastem na severu.
Zástupci rodu Semnopithecus se přirozeně vyskytují na celém Indickém subkontinentu (včetně Cejlonu a Pákistánu), směrem východně až po Nepál a Myanmar. Vzhledově specifičtí hulmani nilgirští, resp. rudolící se vyskytují v Západním Ghátu, resp. na Cejlonu. Hulmani rodu Semnopithecus představují jedny z nejpřizpůsobivějších hulmanů vůbec; tolerují široké spektrum ekosystémů, včetně polopouštních a vysokohorských oblastí, a na rozdíl od většinou listožravých hulmanů se živí takřka všežravě.